# اسامه الدراجی
اسامه الدراجی (فرانسوی: Oussama Darragi‎؛ زاده ۳ آوریل ۱۹۸۷) یک بازیکن فوتبال اهل تونس است.

## باشگاهی
از باشگاه‌هایی که در آن بازی کرده‌است می‌توان به باشگاه فوتبال اسپرانس تونس, باشگاه فوتبال سیون اشاره کرد.

## تیم ملی
وی همچنین در تیم ملی فوتبال تونس بازی کرده‌است.